# Norman Hill
Pour les articles homonymes, voir Hill.
Norman Albert Hill, né le 6 avril 1906 à San José (Californie) et mort le 14 décembre 1996, est un coureur cycliste américain.

## Biographie
Norman Hill livre des journaux à vélo pendant ses années d'école à San José en Californie. À l'âge de 14 ans, il rejoint le club sportif Garden City Wheelmen ; À l'âge de 18 ans, il décide de devenir professionnel et se rend à Newark pour courir sur le vélodrome populaire de la ville.
En 1924, Hill participe, à Chicago, à sa première course de six jours sur un total de 50 , il en remporte trois en 1933, deux à Boston avec Dave Lands et Albert Crossley et une à Cleveland avec Reggie McNamara,. Pendant une courte période, en 1924, il travaille pour la société Edison à West Orange, dans la banlieue de Newark.
En septembre 1928, Franck Kramer, devenu président de la National Cycling Association, suspend les coureurs "dissidents" George Dempsey, Arthur Spencer, Bobby Walthour, Charlie Winter, Alfred Grenda et Norman Hill qui ont signé avec Willie Spencer qui veut fonder une nouvelle ligue en désaccord avec les statuts de la NCA. Il est requalifié en février 1929 et recourt pour John Chapman,.
En août 1930, il a déjà remporté 14 victoires dans des courses à éliminations depuis le début de la saison.
En 1933, Hill détrône le champion national américain, George Dempsey, sur la piste de Nutley, dans le New Jersey.
En 1934, il fait une tournée en Europe, court les six jours d'Amsterdam et finit second du Prix Alfred Goullet, match-omnium, au Vél'd'Hiv',. Il revient en 1935 courir les 50 heures de Copenhague et abandonne au début des Six jours d'Anvers. Il court les Six jours de Paris associé à George Dempsey; ils abandonnent deux heures avant l'arrivée.
En 1935 et 1936, Hill est également champion américain toutes catégories. En 1937, il fait une grave chute lors des Six jours de Buffalo et se blesse à trois vertèbres. Il met fin à sa carrière sportive et accepte un emploi chez General Motors .
Avec sa femme, il s'installe à Elk Grove Village, en banlieue de Chicago.

## Palmarès
- 1927
  - 3e des Six Jours de New York avec Otto Petri

- 1929
  - 3e des Six Jours de New York avec George Dempsey

- 1930
  - 2e des Six Jours de New York avec Anthony Beckman

- 1932
  - 2e des Six Jours de New York avec Willie Grimm
  - 2e des Six Jours de Chicago avec Alfredo Binda
  - 3e des Six Jours de Philadelphie avec Willie Grimm

- 1933
  - Six jours de Boston avec Dave Lands
  - Six jours de Boston avec Albert Crossley
  - Six Jours de Cleveland avec Reginald McNamara
  - 2e des Six Jours de New York avec Alfredo Binda
  - 2e des Six Jours de New York avec Gérard Debaets

- 1934
  - 2e du Prix Alfred Goullet match-omnium au Vél'd'Hiv'[9]
  - 2e des Six Jours de Buffalo avec Willie Grimm
  - 3e des Six Jours de New York avec Franco Giorgetti

## Vie privée
Norman Albert Hill se marie avec Ella Elizabeth "Betty" Gethard (1907-1995),,.

## Hommage
En 1996, Norman Hill a été intronisé au Temple de la renommée du cyclisme aux États-Unis .